# Linton Johnson
Linton Johnson III (nascut el 13 de juny de 1980 a Chicago, Illinois) és un jugador professional de bàsquet que actualment milita en els New Orleans Hornets de l'NBA.
Després de jugar al bàsquet en la Universitat Tulane no va ser drafteat i va signar un contracte amb Chicago Bulls, on jugaria 41 partits inclosos 20 de titular. També ha jugat als San Antonio Spurs i New Jersey Nets. És conegut per ser un gran defensor, agressiu rebotejador i impressionant atleta, però manca d'intensitat ofensiva.
És nebot de Mickey Johnson, antic jugador de l'NBA.